# Lone Maslocha
Anna Louise Christine « Lone » Maslocha, également Masłocha, née Mogensen, née le 26 octobre 1921 et morte le 3 janvier 1945, est une photographe danoise d'origine polonaise membre de la résistance pendant l'occupation allemande du Danemark pendant la Seconde Guerre mondiale. Elle est associée aux services de renseignement polono-anglais et au mouvement de résistance danois Holger Danske (en) et travaille pour l'éminent membre de la résistance danoise Jørgen Haagen Schmith (en),. 
Elle est abattue par la Gestapo avec son mari polonais Lucjan Masłocha (pl) dans la nuit du 2 au 3 janvier 1945, peu de temps après leur mariage le soir du nouvel an. Lone meurt sur le coup, tandis que son mari décède huit jours plus tard à l'hôpital allemand de Nyelandsvej,.

## Jeunesse et éducation
Née le 26 octobre 1921 à Klucze en Pologne, Anna Louise Christine Mogensen est la fille de l'ingénieur danois Knud Mogensen (1881–1843) et de son épouse Louise (née Friis). La plus jeune de trois enfants, elle est élevée en Pologne où son père est un employé de la cimenterie danoise FLSmidth. À la suite d'évènements inquiétants en Pologne, la famille retourne au Danemark où elle fréquente le Snoghøj Gymnastikhøjskole avant d'être formée comme photographe par Rigmor Mydtskov (en). 

## Seconde Guerre mondiale
Dès l'automne 1939, avec les autres membres de sa famille, Lone Mogensen prend contact avec les autorités polonaises d'émigration afin d'aider les réfugiés polonais qui se rendent au Danemark après l'invasion allemande de la Pologne. En tant que membre passionnée du mouvement de jeunesse conservateur, elle s'implique avec ses deux frères dans la résistance, contribuant aux revues clandestines Studenternes Efterretningstjeneste (depuis 1942) et Hjemmefronten (1943). Elle prend des photos du célèbre combattant de la résistance Jørgen Haagen Schmith du groupe Holger Danske, mieux connu sous son nom de code Citronen. Son implication la met en contact avec son futur époux, le lieutenant Lucjan Masłocha, qui à partir de l'automne 1943, dirige la résistance polonaise au Danemark, entretenant des liens avec Londres et la Pologne. Ensemble, ils travaillent dans l'espionnage, la radiotélégraphie et comme courriers entre le Danemark et la Suède. En Suède, elle utilise également les pseudonymes Inge Sørensen, Inga Söndergaard et Maja Matjeka. 
Le couple déménage ensemble dans une maison sur Hans Jensensvej à Gentofte, juste au nord de Copenhague, échappant à l'arrestation lorsque le réseau de résistance polonais est découvert par les Allemands au printemps 1944. Ils continuent à collaborer avec les membres danois de Studenternes Efterretningstjeneste.
Le soir du Nouvel An 1944, ils se marient en secret dans l'église catholique catholique St. Ansgar de Copenhague. Leur mariage ne dure que deux jours car dans la nuit du 2 au 3 janvier 1945, ils sont découverts dans une pièce fermée à clé par une patrouille de la Gestapo vers 1 h 30 du matin, alors qu'ils se cachent dans une maison au 44 Hans Jensensvej. Le chef de la patrouille ouvre le feu avec sa mitraillette, tuant Lone Maslocha sur place et blessant son mari qui meurt huit jours plus tard. Le couple est enterré au Parc du souvenir de Ryvangen, au Danemark,. 

## Hommages
Lors d'une cérémonie tenue au cimetière Mindelunden de Copenhague le 9 novembre 2013, le professeur Palle Roslyng-Jensen de l'université de Copenhague prononce un discours dans lequel il raconte la mort héroïque de Lucjan et Lone Masłocha et leur implication dans le mouvement de résistance polonais au Danemark. Il y explique que Lucjan Masłocha est le seul étranger enterré au cimetière de Mindelunden et sa femme Lone Mogensen, la seule femme. 

## Distinctions
- 1945: Croix d'argent de l'ordre de Virtuti Militari (n°11131) à titre posthume[5].